# Aeolochroma perviridata
Aeolochroma perviridata är en fjärilsart som beskrevs av W. Warren 1903. Aeolochroma perviridata ingår i släktet Aeolochroma och familjen mätare. Inga underarter finns listade i Catalogue of Life.